# Rostbandad myrpitta
Rostbandad myrpitta (Grallaricula ferrugineipectus) är en fågel i familjen myrpittor inom ordningen tättingar.

## Utseende och läte
Rostbandad myrpitta är till formen typisk för familjen, med knubbig kropp, kort stjärt och långa ben, men är förhållandevis liten. Fjäderdräkten är varmt gulbrun eller rostbrun under, med mindre bjärt brun ovansida. På huvudet syns en tydlig vit ögonring som är mycket bredare bakom ögat. Arten liknar skifferkronad myrpitta, men saknar denna artens kontrasterande grå hjässa. Ögonringen är också vit, ej beigefärgad. Sången består av en snabb serie pipiga visslingar som faller av på slutet.

## Utbredning och systematik
Rostbandad myrpitta förekommer i Colombia och Venezuela. Den delas in i två underarter med följande utbredning:
- Grallaricula ferrugineipectus rara – förekommer i östra Anderna i Colombia och nordvästra Venezuela (Sierra de Perija); även isolerat i Caucadalen i Colombia som möjligen kan utgöra en egen, obeskriven underart
- Grallaricula ferrugineipectus ferrugineipectus – förekommer i Santa Marta (nordöstra Colombia) och bergen i norra Venezuela

Tidigare behandlades leymebambamyrpittan (Grallaricula leymebambae) som en underart till rostbandad myrpitta och vissa gör det fortfarande.

## Levnadssätt
Rostbandad myrpitta hittas i bergsskogar på mellan 250 till 2200 meters höjd. Den uppträder enstaka eller i par i undervegetationen och kan då vara svår att få syn på, vanligtvis sittande en meter eller två ovan mark.

## Status och hot
Arten har ett stort utbredningsområde, men tros minska i antal, dock inte tillräckligt kraftigt för att den ska betraktas som hotad. Internationella naturvårdsunionen IUCN listar arten som livskraftig (LC).